# Keokuk
Keokuk is een plaats (city) in de Amerikaanse staat Iowa, en valt bestuurlijk gezien onder Lee County.

## Demografie
Bij de volkstelling in 2000 werd het aantal inwoners vastgesteld op 11.427. In 2006 is het aantal inwoners door het United States Census Bureau geschat op 10.687, een daling van 740 (-6,5%).

## Geografie
Volgens het United States Census Bureau beslaat de plaats een oppervlakte van 27,4 km², waarvan 23,7 km² land en 3,7 km² water. Keokuk ligt op ongeveer 174 m boven zeeniveau.

## Plaatsen in de nabije omgeving
De onderstaande figuur toont nabijgelegen plaatsen in een straal van 16 km rond Keokuk.

## Geboren
- Elsa Maxwell (1883-1963), columniste, schrijfster en scenariste